# Archernis humilis
Archernis humilis là một loài bướm đêm trong họ Crambidae.